# Sychesia erubescens
Sychesia erubescens är en fjärilsart som beskrevs av Jordan 1916. Sychesia erubescens ingår i släktet Sychesia och familjen björnspinnare. Inga underarter finns listade i Catalogue of Life.